# Bonawentura Hahn
Bonawentura Hahn (ur. 1550 w Głogowie, zm. 29 czerwca 1602 w Ołomuńcu) – biskup elekt wrocławski w latach 1596–1599.
Jego ojciec był rektorem szkoły miejskiej w Głogowie i później biskupim kanclerzem we Wrocławiu. Bonawentura Hahn ukończył gimnazjum w Nysie. Studiował w Wiedniu i Ingolstadt, gdzie w 1571 uzyskał doktorat z filozofii.
W 1574 r. został kanonikiem kapituły katedralnej we Wrocławiu. W 1575 r. na zlecenie biskupa Andreasa Jerina pojechał do Rzymu. Tam został alumnem w Collegium Romanum i w 1577 uzyskał święcenia kapłańskie. Rok później został doktorem obojga praw na uniwersytecie w Bolonii.
Po śmierci biskupa Jerina kapituła 5 grudnia 1596 wybrała Bonawenturę Hahna na biskupa. Jego konkurent kandydat cesarski Paweł Albert rozwinął ofensywę dyplomatyczną w Wiedniu. Cesarz Rudolf II wpłynął na papieża Klemensa VIII, który 19 lutego 1599 r. skłonił Hahna do rezygnacji, a kapitule polecił wybrać Pawła Alberta. Hahn wyjechał do Ołomuńca gdzie zmarł.